# جون ألين كامبل
جون ألين كامبل (بالإنجليزية: John Allen Campbell)‏ هو ضابط وسياسي أمريكي، ولد في 8 أكتوبر 1835 في ساليم في الولايات المتحدة، وتوفي في 14 يوليو 1880 في واشنطن العاصمة في الولايات المتحدة. حزبياً، نشط في الحزب الجمهوري. وقد انتخب Governor of Wyoming Territory ‏ (1869 – 1 مارس 1875).